# 邵忠海
邵忠海，男，山东胶南人丶中共黨員、中國大陸軍事、政治人物，中國人民解放軍陸軍軍官。長期在原沈陽軍區服役

## 生平
曾任原沈阳军区第40集团军政治部主任丶解放軍陸軍第十六集團軍副政治委員丶吉林省大人代表丶吉林省軍區政治委員等職務    